# Robert Hedemann
Robert Hedemann (* 1991 in Rostock) ist ein deutscher Jazzmusiker (Bassposaune, Tuba).

## Leben und Wirken
Hedemann studierte im Jazzstudiengang der Hochschule für Musik und Theater Hamburg bei Ingo Lahme und Nils Landgren sowie am Conservatorium van Amsterdam bei Erik van Lier und Martin van den Berg. Bereits vor seinem Studium wurde er Mitglied im Bundesjazzorchester, wo er unter der Leitung von John Ruocco, Niels Klein, Florian Ross und Jiggs Whigham arbeitete und auf Konzertreisen in Kroatien, Litauen und Westafrika spielte. 
Hedemann war zudem 2012 mit der NDR Bigband, Al Jarreau und Joe Sample auf Europatournee. Gefördert durch die European Broadcast Union war er 2013 und 2018 Mitglied im European Jazz Orchestra. Weiterhin gehörte er zur Fetten Hupe Hannover (Godchild 2015) sowie dem Jazzorchestra von Ed Partyka (Kopfkino 2017). Zudem arbeitete er mit Malte Schiller, dem Subway Jazz Orchestra, Stefan Schultzes Large Ensemble, der Jazzrausch Bigband, dem Bamesreiter Schwartz Orchestra, dem Sunday Night Orchestra und Matthias Schriefl. Auch ist er auf Platten von Roger Cicero, Klaus Lage, Lars Seniuks New German Art Orchestra sowie Reinier Baas, Ben van Gelder und dem Metropole Orkest zu hören. Seit November 2019 ist er Mitglied der hr-Bigband, wo er als Bassposaunist an die Stelle von Manfred Honetschläger trat.